# Écrou hexagonal

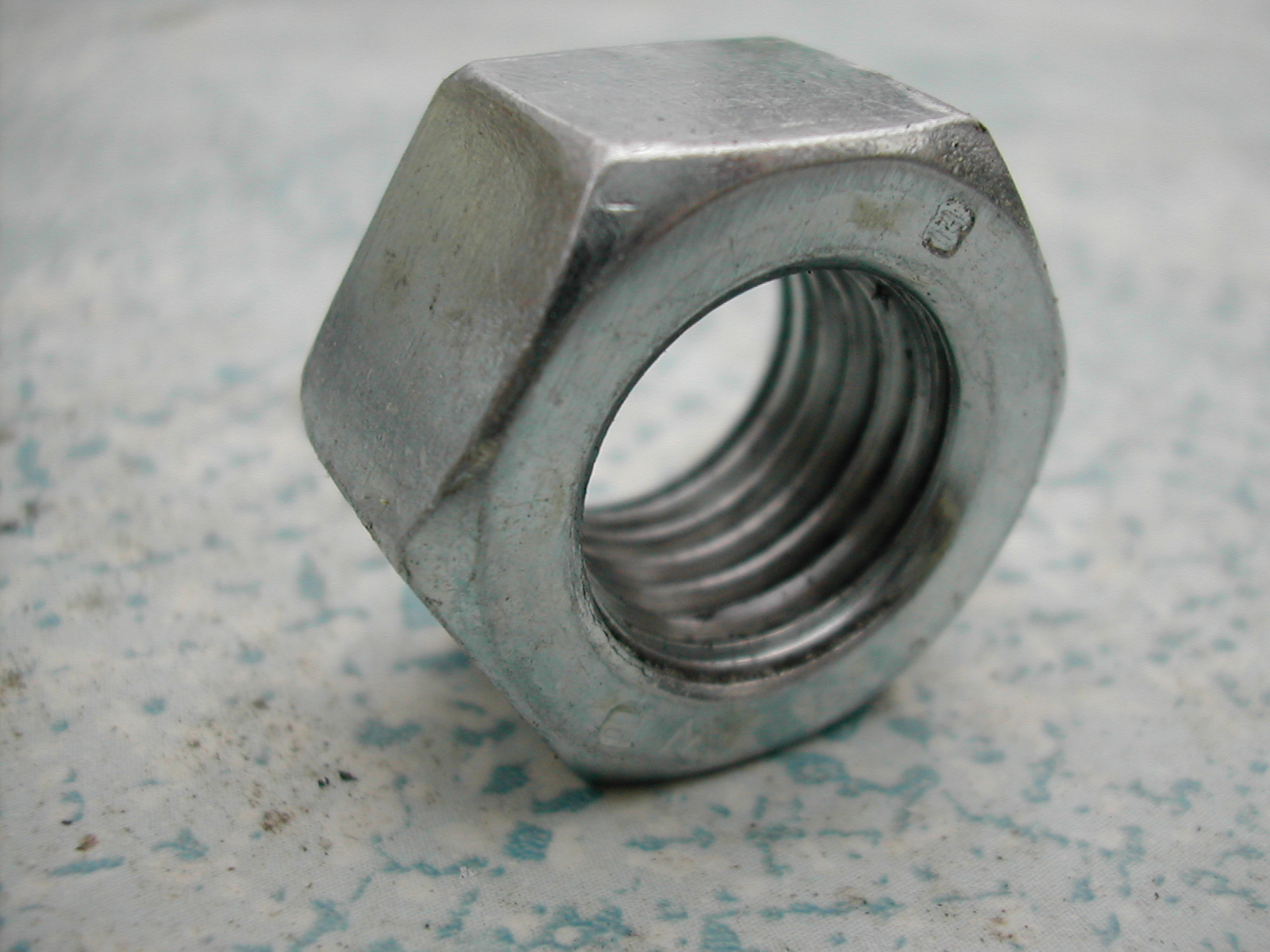
hexagonal 25,4 1 pouce 8 tpi pas gros

Un écrou hexagonal est un écrou ayant la forme d'un hexagone régulier.

## Symbologie
Les symboles suivants sont utilisés sur cette page. Toutes les dimensions ci-après sont données en millimètres (mm).

- d = diamètre nominal de l'écrou (cote diamétrique en fond de filets).
- H / h1 = hauteur nominale de l'écrou.
- Hm = hauteur d'un écrou bas.
- Hh = hauteur d'un écrou haut.
- hsl = hauteur d'un écrou suivant d
- k = cotes entre les plats opposés de l'écrou hexagonal.
- p = pas du filetage (pas nominal)

## Hauteur d'un écrou
Il existe en plusieurs hauteurs, toujours en relation avec le diamètre du filetage (d):
- H - Écrou usuel - 0,79d≤ h ≤ 0,94d - (Normes ISO 4032 / NF EN 24032 / DIN EN 24032)
- Hm - Écrou bas - h=0,5d - (Normes ISO 4035 / NF EN 24035 / DIN EN 24035)
- Hh - Écrou haut - 0,93d ≤ h ≤ 1,03d - (Normes ISO 4033 / NF EN 24033 / DIN EN 24033)
- hsl - Écrou très haut - h=d
- extra-légère (symbole HMZ) (non représentée dans les tableaux ci-dessous)

Exemple : pour un filetage de M10 : l'écrou normal (H) a une épaisseur de 8,4 mm, le haut (Hh) 9,3 mm, le bas (Hm) 5 mm et le très long (hsl) 10 mm

## Dimensions

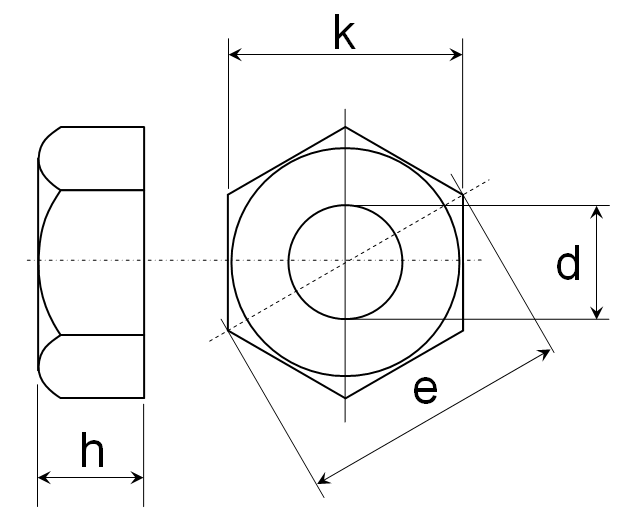
Dimensions principales.
Par construction,

Les dimensions des écrous hexagonaux sont fixés par la norme ISO 4032. Les dimensions des clés  utilisées pour le serrage et le desserrage des écrous hexagonaux sont données par la distance en millimètres entre deux faces opposées (valeur k dans les tableaux ci-dessous). L'emploi de la lettre M suivie d'un ou plusieurs chiffres désigne le filetage métrique de la partie filetée puis le diamètre nominal en millimètres.
|    | M1   | M1.6 | M2   | M2.5 | M3  | M4   | M5   | M6    |
| -- | ---- | ---- | ---- | ---- | --- | ---- | ---- | ----- |
| p  | 0,25 | 0,35 | 0,40 | 0,45 | 0,5 | 0,7  | 0,8  | 1,0   |
| h1 | 0,8  | 1,3  | 1,6  | 2    | 2,4 | 3,2  | 4,7  | 5,2   |
| k  | 2,5  | 3,2  | 4    | 5    | 5,5 | 7    | 8    | 10    |
| e  | 2,88 | 3,69 | 4,6  | 5,77 | 6,3 | 8,08 | 9,23 | 11,54 |

|         | M8    | M10   | M12   | M14  | M16   | M18   | M20   | M22   | M24   | M27   | M30   | M33   | M36  | M39   | M42   | M45   |
| ------- | ----- | ----- | ----- | ---- | ----- | ----- | ----- | ----- | ----- | ----- | ----- | ----- | ---- | ----- | ----- | ----- |
| p       | 1,25  | 1,5   | 1,75  | 2,0  | 2,0   | 2,5   | 2,5   | 2,5   | 3,0   | 3,0   | 3,5   | 3,5   | 4,0  | 4,0   | 4,5   | 4,5   |
| h       | 6,8   | 8,4   | 10,8  | 12,8 | 14,8  | 15,8  | 18    | 19,4  | 21,5  | 23,8  | 25,6  | 28,7  | 31   | 33,4  | 34    | 36    |
| Hm      | 4     | 5     | 6     | 7    | 8     | 9     | 10    | 11    | 12    | 13,5  | 15    | 16,5  | 18   | 19,5  | 21    | 22,5  |
| Hh      | 7,5   | 9,3   | 12    | 14,1 | 16,4  | 17,6  | 20,3  | 21,8  | 23,9  | 26,7  | 28,6  | 32,5  | 34,7 | 37,5  | 38,2  | 40,5  |
| hsl     | 8     | 10    | 12    | 14   | 16    | 18    | 20    | 22    | 24    | 27    | 30    | 33    | 36   | 39    | 42    | 45    |
| k (ISO) | 13    | 16    | 18    | 21   | 24    | 27    | 30    | 34    | 36    | 41    | 46    | 50    | 55   | 60    | 65    | 70    |
| k (DIN) | 13    | 17    | 19    | 22   | 24    | 27    | 30    | 32    | 36    | 41    | 46    | 50    | 55   | 60    | 65    | 70    |
| e       | 15,01 | 19,62 | 21,93 | 25,4 | 27,71 | 31,17 | 34,64 | 36,95 | 41,56 | 47,34 | 53,11 | 57,73 | 63,5 | 69,28 | 75,05 | 80,82 |

|     | M48  | M52   | M56   | M60    | M64    | M68    | M72    | M76    | M80    | M85    | M90    | M100   | M110   | M125   | M140   | M160   |
| --- | ---- | ----- | ----- | ------ | ------ | ------ | ------ | ------ | ------ | ------ | ------ | ------ | ------ | ------ | ------ | ------ |
| p   | 5,0  | 5,0   | 5,5   | 5,5    | 6,0    | 6,0    | 6,0    | 6,0    | 6,0    | 6,0    | 6,0    | 6,0    | 6,0    | 6,0    | 6,0    | 6,0    |
| h   | 38   | 42    | 45    | 48     | 51     | 54     | 58     | 61     | 64     | 68     | 72     | 80     | 88     | 100    | 112    | 128    |
| Hm  | 24   | 26    | 28    | 30     | NA     | NA     | NA     | NA     | NA     | NA     | NA     | NA     | NA     | NA     | NA     | NA     |
| Hh  | 42,8 | 47,2  | 50,6  | 54     | 57,4   | 60,8   | 65,2   | 68,6   | 72     | 76,5   | 81     | 90     | 99     | 112,5  | 126    | 144    |
| hsl | 48   | 52    | 56    | 60     | 64     | 68     | 72     | 76     | 80     | 85     | 90     | 100    | 110    | 125    | 140    | 160    |
| k   | 75   | 80    | 85    | 90     | 95     | 100    | 105    | 110    | 115    | 120    | 130    | 145    | 155    | 180    | 200    | 230    |
| e   | 86,6 | 92,37 | 98,14 | 103,92 | 109,69 | 115,47 | 121,24 | 127,01 | 132,79 | 138,86 | 150,11 | 167,43 | 178,97 | 207,84 | 230,94 | 265,58 |

## Grade et type d'un écrou
L'état de finition d'un écrou est appelé grade du produit. Son niveau de fiabilité est appelé type.
- Grade C : Écrous forgé à froid ou à chaud sans parachèvement[1]
- Grade B : Écrous forgé à froid ou à chaud avec parachèvement éventuel (d supérieur à M16)
- Grade A : Écrous forgé à froid ou à chaud avec parachèvement éventuel (d inférieur ou égal à M16)

- Type 1 : Produit soumis à un contrôle qualité et dimensionnel renforcé.
- Type 2 : Produit soumis à un contrôle qualité et dimensionnel standard.
- Type 3 : Produit soumis à des contrôles réduits sur prise d'échantillons.